# Rue Désirée
Rue Désirée är en gata i Quartier du Père-Lachaise i Paris tjugonde arrondissement. Gatans namn är av oklart ursprung. Rue Désirée börjar vid Avenue Gambetta 31 och slutar vid Rue des Partants 22.

## Omgivningar
- Notre-Dame-de-la-Croix de Ménilmontant
- Square des Mûriers
- Jardin Samuel-de-Champlain

## Bilder
| - Rue Désirée. - Gatuskylt. - Notre-Dame-de-la-Croix de Ménilmontant. - Square des Mûriers. - Jardin Samuel-de-Champlain. |

## Kommunikationer
- Tunnelbana – linjerna   – Père Lachaise
- Tunnelbana – linjerna   – Gambetta
- Busshållplats Mûriers – Paris bussnät

### Webbkällor
- ”Rue Désirée”. Mairie de Paris. https://web.archive.org/web/20160303221217/http://www.v2asp.paris.fr/commun/v2asp/v2/nomenclature_voies/Voieactu/2751.nom.htm. Läst 23 september 2023.
- ”Rue Désirée (20ème arrondissement)”. Les rues de Paris. https://web.archive.org/web/20190929094908/http://www.parisrues.com/rues20/paris-20-rue-desiree.html. Läst 23 september 2023.